# 福岡弁
福岡弁は、福岡部（かつての福岡城城下町）で話されていた方言で、「がっしゃい言葉」とも呼ばれる。2020年代現在、話者はほぼ高齢化しており、武家を先祖に持つところではしばしば使われているものの、一般的には博多弁に吸収されて使われなくなっている。
2000年前後から出版されている書籍では、博多弁の事を「福岡弁」と題している物が増えているが、厳密には両者は別の方言である。

## 由来
博多湾周辺の地域（博多）の地に、江戸時代になると黒田氏が入国。博多の福崎と呼ばれる地に福岡城を築き、城下町が形成され、博多の中心地は那珂川を境に左岸が「福岡部」、右岸が「博多部」に別れ（なお、博多川と那珂川の間は「中洲」）、江戸時代までは福博の住み分けが明確であった。
「福岡弁」（がっしゃい言葉）は、この福岡部（福岡城城下町）で、福岡城勤めの福岡藩（黒田藩）武士層と家族係累が話す言葉であった。そのため、格式張った言語が特徴的である。また、藩祖の黒田孝高の出身が備前岡山と伝わる事から、岡山弁、但馬弁の影響があると言われる。
しかし、もともと話者の絶対数が少なかったうえ、昭和から平成時代の終わりまでには話者はほぼ消滅し、一部の方言研究家による文献に残るのみである。明治期以降は、博多弁が博多部を中心に福岡市とその周辺に広がった。

## 特徴
出典は参考文献参照。
あんじょう
兄。（関西弁に言う具合良く、の意味ではない）
うんだあ、おかしさー
まあ、おかしいこと。
がっしゃい
「来てがっしゃい」「見てがっしゃい」のように使われ、それぞれ「来て下さい」「見て下さい」の意。消滅。
語源は「ござらっしゃい」あるいは「御覧（ごろう）じやい」が短縮化したもの。
（し）ない
「してください」の意。「おいでない」⇒いらっしゃい、おいでください、「おあがんない」⇒おあがりなさい、等。否定の意味ではない。博多弁に吸収。
ござあ
らっしゃる。「してござあ、しござあ、ござあ」等⇒「していらっしゃる」、「来（き）ござあ」⇒来られる。博多弁に吸収。
ござっしゃる
「ござあ」の強調。「来（き）ござっしゃる」⇒お出でになる。
しかちゅーこいとる
不手際な事をしている。
しゃんしゃん
武家の娘。（「様々」から）
しよんさる
していらっしゃる。（「しよんさあ」とも）。博多弁に吸収（「しよんしゃる、しよんしゃあ」）。
ぜー
（終助詞）よ、だよ。（「ちぇ」とも）。博多弁に吸収（「しとるぜ、しとうぜ、しとっつぇ」等）。
たにわくろう
下級武士。福岡城南西の谷筋（現在の城南区谷の周辺）に住んでいた事から。また、「わくど、わくろう」はヒキガエルの事。
ちっと
ちょっとは。岡山弁から（「ちったあ」とも）
ちんちくどん
下級武士。沈竹（ウセンチク、蓬莱竹）を屋敷の生垣としていた事から。
つかあさい
（して）ください。岡山弁から。（「つかーさい」とも）
とんとん
武家の息子。ボンボン。（「殿々」から）
よこになる
「横になる」＝横臥から、「休憩する」の意。隠喩であり本当に横臥する意ではない。博多弁に吸収。
わくろうどん
下級武士。「たにわくろう」参照。

## 話者
全て故人
- 下川辰平
- 秀村選三